# Єсетата
Єсета́та (каз. Есетата) — село у складі Шалкарського району Актюбінської області Казахстану. Входить до складу Айшуацького сільського округу.
У радянські часи село називалося Астауший.
Населення — 147 осіб (2021; 309 у 2009, 417 у 1999, 247 у 1989).